# Rikitea
Rikitea is een plaats op het eiland Mangareva, gelegen binnen de Gambiereilanden in Frans-Polynesië. Administratief is het de hoofdstad van de gemeente Gambier, waartoe ook een paar eilanden vallen die aardrijkskundig niet tot de Gambiereilanden behoren.
Rikitea ligt aan de voet van de Mont Duff, waarschijnlijk een rest van de kraterrand van een vulkaan die geleidelijk is gezakt. Riketea is een havenstad die aan de lagune ligt. Rond de lagune liggen een aantal motu's. De plaats ligt 1550 km ten zuidoosten van Tahiti. Op het eiland wonen 1934 mensen, in de plaats Rikitea 511 (2017).

## Geschiedenis
De plaats was de plek waar omstreeks 1000 n Chr de eerste Polynesiërs zich vestigde op Mangereva. Het eiland was toen dicht bebost. Het eilandgebied was een koninkrijk en er werd tot 1450 handel gedreven met de bevolking van omliggende eilanden tot aan Pitcairn. Door ontbossing en ecologische uitputting, kon het eiland niet meer genoeg voedsel opbrengen voor de gegroeide bevolking. Bovendien ontbraken grote bomen waaruit zeegaande kano's konden worden gemaakt. Uit archeologische onderzoekingen zou blijken dat het eiland toen verwikkeld raakte in stammenoorlogen en dat men door eiwitgebrek overging op kannibalisme. Toen in 1797 kapitein James Wilson van de London Missionary Society op het eiland aankwam, hadden de bewoners geen kano's meer. Wilson verzon de naam Gambiereilanden, vernoemd naar de Engelse admiraal die zijn expeditie had mogelijk gemaakt.
In de negentiende eeuw kwamen de Fransen. In 1825 werd het bevolkingsaantal geschat op 1500. Het eiland werd bestuurd door inlandse vorsten (koningen). In 1834 begon het zendingswerk van Franse missionarissen, zij telden toen 2124 zielen. Waarschijnlijk zijn in die periode grote aantallen mensen van de oorspronkelijke bevolking overleden aan infectieziekten die uit Europa door de kolonisator werden overgebracht. Publicaties waarin aantallen van 9000 slachtoffers worden genoemd, zijn waarschijnlijk overdreven. Er zijn daarvoor geen sterke bewijzen. Het eiland werd in 1871 een Frans protectoraat en werd in 1881 geannexeerd door Frankrijk.

## Economie
In de lagune zijn steigers rond kwekerijen van pareloesters. Vooral de kweek van zogenaamde zwarte parels van de zwartlippareloester (Pinctada margaritifera) is van belang, maar er wordt ook uit andere schelpdieren parelmoer gewonnen en daarvan worden door speciale graveertechnieken sieraden en andere kunstwerken gemaakt. De katholieke kerk is betrokken bij een ontwikkelingscentrum dat deze technieken onderwijst, maar ook andere technische vaardigheden laat aanleren zoals meubelmakerij, mechanica en elektronica.
Er is een postkantoor, een paar winkels, een kazerne, een medische post en scholen. Er zijn ook overnachtingsmogelijkheden voor toeristen. Er is een luchthaven (Totegegie) 9 km ten noordoosten van de plaats. Volgens cijfers uit 2019 zijn er jaarlijks 220 vluchten en werden gemiddeld 8000 passagiers vervoerd. Het eiland is ook vanaf Papeete per boot bereikbaar. Die reis duurt 21 dagen en maakt vier tussenstops bij eilanden onderweg.
Eilanden: Temoe - Mangareva - Aukena - Akamaru - Kamaka - Taravai